# Tri Moghili, Plovdiv
Tri Moghili (în bulgară Три Могили) este un sat în comuna Asenovgrad, regiunea Plovdiv,  Bulgaria. 

## Demografie
Componența etnică a satului Tri Moghili
     Turci (97,56%)
     Nicio identificare (2,43%)
     Altele (0%)
La recensământul din 2011, populația satului Tri Moghili era de 41 locuitori. Din punct de vedere etnic, majoritatea locuitorilor (97,56%) erau turci. Pentru 2,43% din locuitori nu este cunoscută apartenența etnică.